# Société Pour les Appareils Deperdussin
La Société Pour les Appareils Deperdussin, da cui la sigla S.P.A.D., fu un'industria aeronautica fondata in Francia nel 1910 da Armand Deperdussin, un imprenditore di origine belga attivo nel settore della lavorazione della seta, con Louis Béchereau come ingegnere capo.

## I primi modelli
Nel 1909, Deperdussin, che aveva un'impresa a Bétheny, nei pressi di Reims e un magazzino a Grenelle, nei sobborghi di Parigi, chiese a Béchereau di costruire un aeroplano: una macchina completa ma non necessariamente in grado di volare essendo destinata ad essere esposta all'interno della sala centrale del magazzino parigino Le Bon Marché. Béchereau realizzò un monoplano di configurazione canard che fu esposto al Le Bon Marché durante il periodo di natale del 1909. L'anno seguente, Deperdussin trasformò il suo magazzino di rue des Entrepreneurs a Grenelle in una società di costruzioni aeronautiche e ingaggiò Béchereau come progettista.

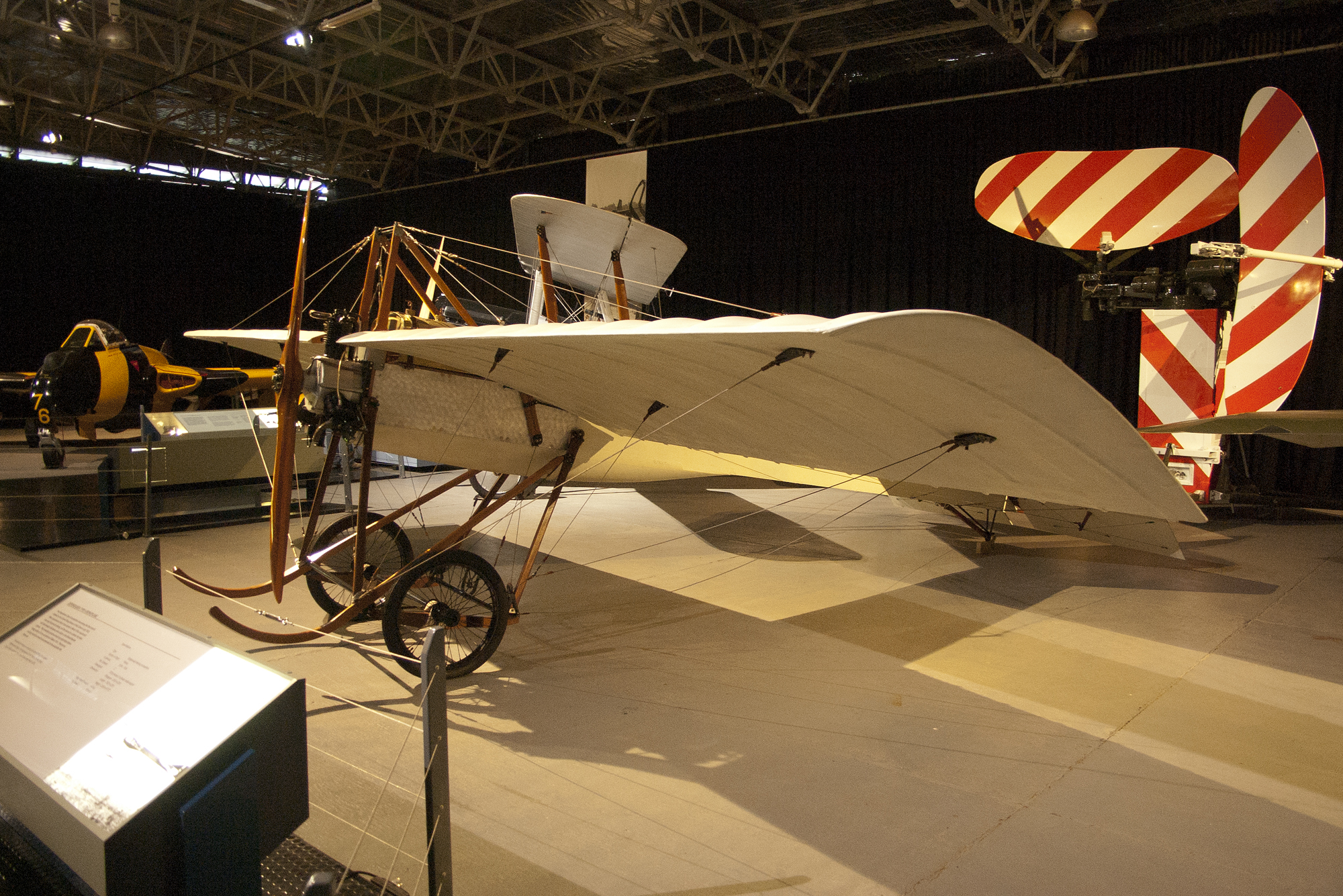
Un Deperdussin Tipo A al RAAF Museum di Point Cook, Australia

Nel 1910 la società produsse il Tipo A, monoplano di formula tradizionale caratterizzato da una fusoliera molto snella (in traliccio di legno irrigidito da cavi in acciaio e ricoperto in tela), dai piani di coda dalla forte freccia, dalla struttura alare particolarmente elaborata (con longheroni e centine in legno e rivestimento in tela) e dal sistema di comando dell'equilibratore, simile a quello introdotto da Glenn Curtiss nel 1908, che ne controllava i movimenti attraverso lo spostamento verso l'avanti o all'indietro di una barra a forma di U invertita a cui era vincolato un volantino che comandava il sistema di controllo laterale realizzato attraverso lo svergolamento delle estremità alari. Per aumentare l'efficacia dello svergolamento alare, i modelli successivi ebbero ali caratterazzate da una corda maggiore alle estremità rispetto alla radici.

Propulso da un motore Anzani a tre cilindri a stella da 35 CV oppure da un quattro cilindri Clerget da 40 CV che azionavano un'elica Chauvière bipala in legno di 2,5 m di diametro, l'aereo era privo di cappottatura del motore e, per proteggere il pilota dagli schizzi di olio di ricino (usato come lubrificante) proiettati dal motore a stella, il bordo di attacco alare si prolungava verso l'avanti in corrispondenza dell'attacco con la fusoliera; successivamente, sui velivoli dotati di motore a stella, il prolungamento del bordo di attacco delle ali venne sostituito da due piccole piastre. Tre esemplari dell'aereo furono costruiti a Parigi nel 1910, ma non trovarono acquirenti.
Il Tipo B, con una struttura più leggera e potenziato da un motore da 50 CV, apparve nel 1911 e fu costruito anche in versione biposto con motore da 100 CV. Una cappottatura sulla parte superiore del motore proteggeva gli occupanti dagli schizzi di olio lubrificante e una carenatura in lega d'alluminio sopra e sotto la parte anteriore della fusoliera ne avviava aerodinamicamente il profilo. Con una velocità superiore a 100 km/h, il Tipo B consentì al pilota René Vidart di ottenere il terzo posto al "Circuito delle capitali europee" organizzato dal quotidiano parigino Le Journal fra il 18 giugno e il 7 luglio 1911 su una distanza di 1700 km.

Da questo modello furono derivate diverse versioni, per uso sia civile che militare, e, dopo le favorevoli valutazioni ottenute al Concours Militaire di Rheims del novembre 1911 e ai British Military Trials dell'agosto 1912, un certo numero di aerei Tipo B fu ordinato dalle autorità militari francesi e britanniche.

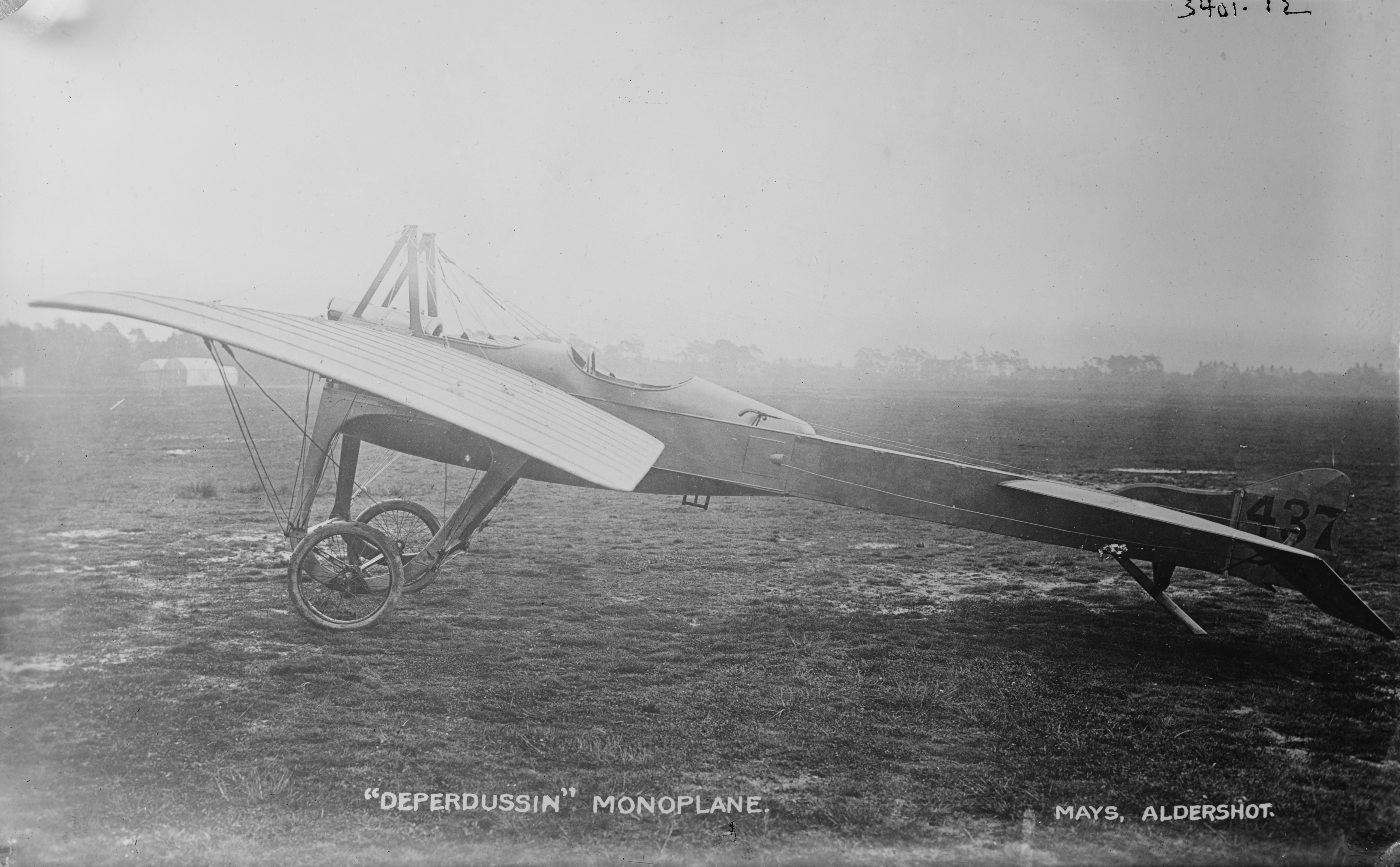
Un Deperdussin TT

La versione militare del Tipo B, conosciuta come Deperdussin TT, con motori radiali Anzani o Gnome, venne presentata come monoposto con motore da 50 CV, biposto con motore da 70 CV e triposto con motore da 100 CV. Destinato all'addestramento, all'osservazione e alla ricognizione, il Deperdussin TT fu costruito in un certo numero di esemplari ed usato per un breve periodo dall'aviazione militare francese. Due aerei furono muniti di una mitragliatrice Hotchkiss in una postazione sopraelevata che consentiva all'osservatore, alloggiato anteriormente al pilota, di sparare al di sopra del disco dell'elica. Alcuni aerei, forniti di galleggianti, furono utilizzati dal Naval Wing del British Royal Flying Corps.

L'aereo conobbe anche un certo successo di esportazione e fu costruito in Russia dalla società Lebedev e in Gran Bretagna dalla British Deperdussin Company, con sede a Highgate, nei pressi di Londra, che realizzò anche una versione idro dell'aereo utilizzata dal Royal Naval Air Service sul lago Windermere.
Gli aerei Deperdussin conobbero il primo impiego bellico nel corso della Prima guerra balcanica: due aerei giunsero in Turchia il 15 marzo 1912, un biposto con motore da 50 CV e un monoposto con motore da 25 CV; i due aerei furono danneggiati da una bufera e dovettero essere riparati prima di poter essere usati, mentre un altro aereo, con motore da 75 CV, giunse in Turchia in aprile. I Deperdussin turchi compirono diversi voli di ricognizione su Adrianopoli prima di finire distrutti dai greci.

Dal 1913, quattro aerei Deperdussin furono utilizzati nel corso della rivoluzione messicana dalle forze governative di Victoriano Huerta compiendo missioni di ricognizione e continuando ad operare sino alla sconfitta finale dell'esercito governativo e alla fine del regime di Huerta nel luglio del 1914. Un Deperdussin fu pure utilizzato dall'esercito rivoluzionario di Pancho Villa.

Nel 1915, un aereo Deperdussin compì il primo esperimento di decollo da una nave britannica prendendo il volo da una rampa installata sul castello di prua dell'incrociatore leggero Aurora.

## Il Deperdussin Monocoque

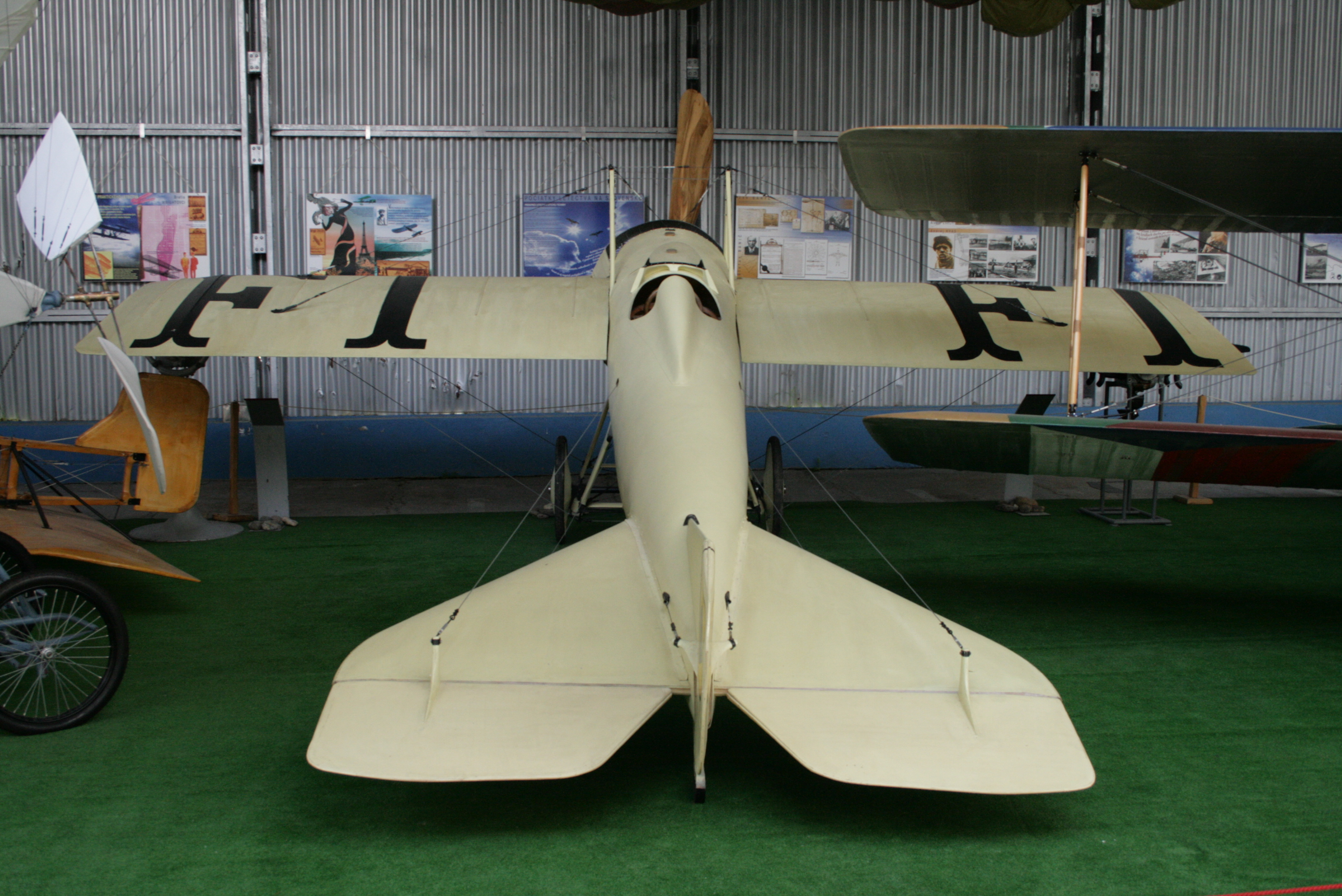
Il Deperdussin Monocoque

Louis Bechereau, nel tardo 1911, aveva deciso di utilizzare il metodo di costruzione con rivestimento lavorante a guscio in compensato stampato, sviluppato dall'ingegnere svedese Ruchonnet, e questo tipo di costruzione venne adottato per la parte anteriore della fusoliera del successivo Tipo C: dall'attacco del motore fino alla parte posteriore dell'abitacolo, la struttura portante a traliccio del modello precedente era stata sostituita da una struttura a guscio dello spessore di 4 mm realizzata con tre strati incrociati di strisce di legno di tulipier incollati e rinforzati all'interno e all'esterno da uno strato in tessuto incollato e verniciato. A questo guscio erano poi assicurati i supporti per le varie parti dell'aereo: motore, longheroni alari e il traliccio della parte posteriore della fusoliera. 
Questo tipo di struttura, sebbene molto complicato e costoso da realizzare, si dimostrò particolarmente robusto e leggero e assicurava un'efficace profilatura aerodinamica alla fusoliera. Le ali, di spessore contenuto, avevano longheroni in hickory e centine in legno di pino ed erano rivestite con tela forte di lino ricoperta con vernice tenditela di emaillite. I cavi di controventatura delle semiali erano assicurati inferiormente alla struttura del carrello e superiormente ad un telaio montato sopra la fusoliera anteriormente all'abitacolo.
Il Tipo C apparve nel 1912 ed era conosciuto come Deperdussin Monocoque, cioè "monoguscio" o "monoscocca" per via della struttura a guscio della fusoliera. Una versione successiva ebbe un nuovo carrello, più aerodinamico e leggero (formato da due strutture ad forma di U, costruite con compensato a tre strati, vincolate alla fusoliera e che reggevano in basso l'asse tubolare delle ruote per mezzo di supporti ammortizzanti in gomma), e una carenatura aerodinamica del poggiatesta.
Nel febbraio 1912, Jules Védrines, ai comandi di un Tipo C "Monocoque", superò primo al mondo la velocità di 100 mph (160 km/h) e il 9 settembre, con un esemplare dell'aereo dotato di un nuovo un motore rotativo Gnome a 14 cilindri in doppia stella da 140 CV (ottenuto accoppiando due unità da 70 CV), vinse il Trofeo Gordon Bennett a Chicago volando a 173 km/h. In genere il motore da 70 CV venne utilizzato per le gare di regolarità e quello da 140 CV per le gare di velocità.

La British Deperdussin Company, avvalendosi dell'opera del progettista di origine olandese Frederick Koolhoven, realizzò una versione idro dell'aereo nota come Seagull.

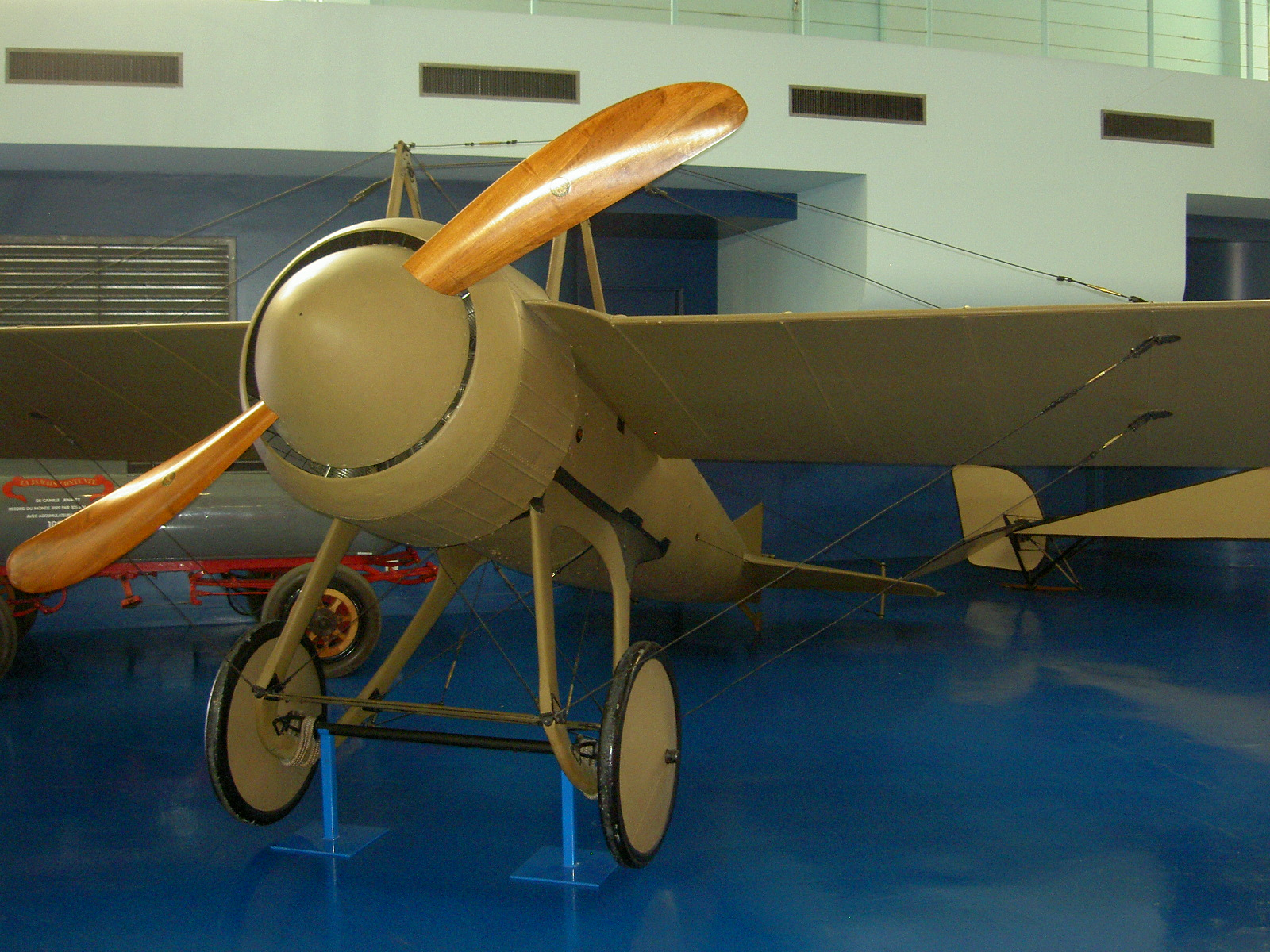
Il Deperdussin Monocoque Tipo D al Musée de l'Air et de l'Espace di Parigi-Le Bourget.

Nel 1912, Deperdussin cambio nome il nome della società in Société de Production des Aéroplanes Deperdussin, mantenendo immutata la sigla "S.P.A.D."
Nel 1913 fu realizzato il Tipo D, nel quale la struttura a guscio portante era stata estesa a tutta la fusoliera. L'aereo era un pulito monoposto di formula monoplana ad ala media controventata caratterizzato dalla fusoliera affusolata a rivestimento portante e dalla finitura superficiale estremamente levigata, dall'elica dotata di una grossa ogiva e dalla cappottatura aerodinamica del motore rotativo completamente chiusa e realizzata in lega di alluminio.

Munito di motore rotativo Gnome da 160 CV, il Deperdussin "Monocoque" Tipo D divenne il primo aereo a superare la velocità di 200 km/h, raggiungendo i 203,8 km/h, pilotato da Maurice Prévost nel corso del Trofeo Gordon Bennett che si tenne a Reims nel settembre del 1913.

Una versione idro dell'aereo, con due galleggianti sotto la fusoliera e un terzo galleggiante più piccolo sotto la coda e con motore Gnome da 160 CV, si aggiudicò la prima edizione del Trofeo Schneider che si disputò a Monaco il 16 aprile 1913, volando alla velocità media di 73,6 km/h, con Maurice Prévost ai comandi. La gara vide la partecipazione di quattro idro francesi (oltre al Deperdussin, un Morane-Saulnier e due Nieuport) e, a causa del cattivo funzionamento dei motori che costrinse al ritiro gli altri partecipanti, fu vinta da Prévost nonostante fosse stato costretto ad ammarare molto prima del traguardo e a completare il percorso di gara procedendo in flottaggio per quasi un'ora.

## La fine di Deperdussin
Nel 1913, all'apice del suo successo, Deperdussin fu arrestato con l'accusa di frode e spedito in prigione. Rilasciato, non si riprese mai dalla disavventura e nel 1924 morì suicida.

Dopo l'arresto di Deperdussin, la sua società si trovò in difficoltà finanziarie e, nel 1914, sull'orlo del fallimento venne salvata da Louis Blériot che ne rilevò la proprietà mutandone il nome in Société Pour l'Aviation et ses Dérivés, in modo da poter mantenere immutata la sigla S.P.A.D e sfruttare così la buona reputazione che la ditta si era guadagnata coi suoi monoplani.

## Caratteristiche tecniche velivoli
| Deperdussin    | Apertura alare (m) | Superficie portante (m²) | Lunghezza (m) | Massa a vuoto (kg) | Massa al decollo (kg) | Motore         | Velocità (km/h) |
| -------------- | ------------------ | ------------------------ | ------------- | ------------------ | --------------------- | -------------- | --------------- |
| Tipo A - 1910  | 7,35               | 14                       | 6             | 280                | 400                   | Anzani 35 CV   | 70              |
| Tipo B - 1911  | 8,50               | 15,35                    | 7,45          | 230                | 400                   | Gnome 50/80 CV | 100             |
| Tipo TT - 1911 | 12,50              | 29                       | 8,90          | 260                | 500                   | Gnome 80 CV    | 100             |
| Tipo C - 1912  | 7,00               | 10,50                    | 6,25          | 230                | 630                   | Gnome 140 CV   | 170             |
| Tipo D - 1913  | 7,00               | 9,66                     | 6,65          | 230                | 613                   | Gnome 160 CV   | 208             |